# Юніон-Брідж (Меріленд)
Юніон-Брідж (англ. Union Bridge) — місто (англ. town) в США, в окрузі Керролл штату Меріленд. Населення — 936 осіб (2020).

## Географія
Юніон-Брідж розташований за координатами 39°34′19″ пн. ш. 77°10′18″ зх. д. / 39.57194° пн. ш. 77.17167° зх. д. (39.572045, -77.171579).  За даними Бюро перепису населення США в 2010 році місто мало площу 2,71 км², з яких 2,69 км² — суходіл та 0,02 км² — водойми.

## Демографія
Згідно з переписом 2010 року, у місті мешкало 975 осіб у 394 домогосподарствах у складі 251 родини. Густота населення становила 360 осіб/км².  Було 429 помешкань (158/км²).
Расовий склад населення:
| - 91,7 % — білих - 5,1 % — чорних або афроамериканців - 0,3 % — корінних американців |

До двох чи більше рас належало 2,2 %. Частка іспаномовних становила 1,4 % від усіх жителів.
За віковим діапазоном населення розподілялося таким чином: 23,9 % — особи молодші 18 років, 61,0 % — особи у віці 18—64 років, 15,1 % — особи у віці 65 років та старші. Медіана віку мешканця становила 39,2 року. На 100 осіб жіночої статі у місті припадало 94,6 чоловіків;  на 100 жінок у віці від 18 років та старших — 94,8 чоловіків також старших 18 років.
Середній дохід на одне домашнє господарство  становив 58 571 долар США (медіана — 55 147), а середній дохід на одну сім'ю — 72 794 долари (медіана — 61 750). Медіана доходів становила 50 250 доларів для чоловіків та 37 813 долари для жінок. За межею бідності перебувало 4,7 % осіб, у тому числі 0,9 % дітей у віці до 18 років та 5,7 % осіб у віці 65 років та старших.
Цивільне працевлаштоване населення становило 447 осіб. Основні галузі зайнятості: освіта, охорона здоров'я та соціальна допомога — 26,2 %, виробництво — 15,7 %, роздрібна торгівля — 14,1 %.